# アクータ鉱山
アクータ鉱山（―こうざん）は、ニジェール北部・アガデス州のアーリット近郊に存在するウラン鉱山。地下200～300mに分布する砂岩型鉱床からウラン鉱石を産出する。現在、操業を行っている鉱山会社には、日本の民間会社が資本参加しており、生産されるウランの一部は日本向けに出荷されている。

## 歴史
- 1970年　日本の海外ウラン資源開発（電力会社などが共同出資した株式会社）、フランス原子力庁、ニジェール政府がウラン鉱の探査を開始。
- 1978年　アクータ鉱山が生産開始。